# Leucoloma schwaneckeanum
Leucoloma schwaneckeanum är en bladmossart som beskrevs av Brotherus 1901. Leucoloma schwaneckeanum ingår i släktet Leucoloma och familjen Dicranaceae. Inga underarter finns listade i Catalogue of Life.